# 佐藤達次郎

佐藤達次郎

 佐藤 達次郎（さとう たつじろう、1868年12月20日（明治元年11月7日） - 1959年（昭和34年）7月20日）は、日本の明治から昭和における外科医。初代東京医学専門学校長・第3代順天堂医院長・初代順天堂医科大学長・女子美術大学理事長を歴任。福井県出身。

## 生涯

1868年（明治元年）11月、若狭国三方郡西郷村（現福井県三方郡美浜町金山）の漢方医河合貞輔の次男として誕生した。1884年（明治17年）、上京して獨逸学協会学校で学び、大学予備門に入学。1887年（明治20年）6月第一高等中学に転入し、1892年（明治25年）東京帝国大学医科大学に入学した。1896年（明治29年）12月同大学を卒業、明治30年度卒業同期生としては後に軍医総監になる佐藤恒丸・京城帝国大学総長となった志賀潔らがいる。達次郎は大学卒業前に順天堂堂主である佐藤進の養子となった。
大学卒業後の1897年（明治30年）5月ヨーロッパに私費留学し、ドイツ・ベルリン大学などで外科学を中心に学び、1900年（明治33年）7月帰国し順天堂医院で外科を担当する。1903年（明治36年）2月、オーストリア・ウィーン大学外に再び留学し、翌1904年（明治37年）5月に帰国した。
1905年（明治38年）4月、論文提出により学位を授与される。順天堂の設備老朽化から当時の佐藤進医院長は医院の建て替えを決め、1906年（明治39年）最新設備を備えた様式建物の医院が完成した。外科手術室はヨーロッパ留学により最新事情を得た達次郎の意向を反映して、最新の設備を集め作られた。1907年（明治40年）に義兄佐藤恒久が死去した後、1909年（明治42年）頃より、達次郎は佐藤進より順天堂運営の一切を受け継ぐ。
1916年（大正5年）5月、日本医学専門学校の紛糾から400名余りの学生が退学した際、達次郎は高橋琢也と共に学生救済に乗り出し、同年9月に牛込神楽坂物理学校（現東京理科大学）内に東京医学講習所を開設し、教育責任者として学生を指導した。1918年（大正7年）1月、東京医学講習所は東大久保に移転し、同年4月、東京医学専門学校が設立され、高橋琢也が理事長に・達次郎が校長に就任した。
1921年（大正10年）8月、義父進の死去に伴い男爵位継承が認められ、また第3代順天堂医院長に就任する。1925年（大正14年）12月5日、補欠選挙で貴族院男爵議員に選出された（1939年（昭和14年）7月9日任期満了）。1941年（昭和16年）3月、義父佐藤進により開設した順天堂医事研究会を財団法人化し、初代理事長に就任する。1943年（昭和18年）12月、東京医学専門学校長を辞任し、順天堂医院と順天堂医事研究会を母体に順天堂医学専門学校を開設し、同校の初代理事長兼校長兼教授に就任する。1946年（昭和21年）5月、戦後の医学教育制度大改革の中、順天堂医学専門学校は順天堂医科大学となり、初代理事長兼学長に就任した。娘婿である有山登を後継者として、1947年（昭和22年）5月に学長職を辞任する。1951年（昭和26年）3月、女子美術大学学長兼理事長に就任する（1957年（昭和32年）3月退任）。1959年（昭和34年）7月20日、故郷美浜にて海水浴中に急逝する。墓所は文京区吉祥寺。

## エピソード
東京医学専門学校
1903年（明治36年）8月「済生救民」の考え方の下に長谷川泰により創設した済生学舎は廃校した。その後旧済生学舎の教師・生徒が学校復興を目指し1904年（明治37年）には山根正次等が私立日本医学校を、石川清忠等が私立東京医学校を立ち上げ、両校は1910年（明治43年）3月日本医学校が東京医学校を合併し、1912年（明治45年）7月には私立日本医学専門学校となった。1916年（大正5年）5月学生400余名が学校理事と意見対立し退学するに及び、退学学生は精力的に自身の故郷出身者に対し支援を要請し、徳島県出身者は秋田清議員や日本郵船社長の近藤廉平を、広島県出身者は高橋琢也を、茨城県出身者は佐藤進を動かし同年9月には東京医学講習所を開設し、1918年（大正7年）4月東京医学専門学校が創立した。佐藤進の順天堂から達次郎は東京医学講習所を開設時より医学教育を受け持ち、東京医学専門学校設立後は達次郎の義兄の養子佐藤清一郎も、順天堂医院小児科担当の清水茂松も教授として医学生を指導した。学校設立時における支援者としては森鷗外、原敬、犬養毅、高橋是清、大隈重信、渋沢栄一などがいる。
ボート競技
若い頃にはボート競技に取り組んでいた。晩年の1940年（昭和15年）、戸田漕艇場オープン時に行われたデモンストレーションでは、70歳台で艇に乗り込み出漕した。

## 栄典
- 1942年（昭和17年）7月15日 - 正四位[11]

## 家族
- 実父・河合貞輔 ‐ 東京府医師。福井県人。[12]
- 養父 佐藤進（1845年 - 1921年）佐藤尚中の養嗣子、佐藤尚中の先妻サダの甥。第3代順天堂医院長、陸軍軍医総監、男爵。
- 養母 佐藤志津（1851年 - 1919年） 佐藤尚中の長女、女子美術学校校長
- 義兄 佐藤恒久（1862年 - 1907年） 佐藤進の養女 佐藤梅尾（佐藤尚中の四女）の入り婿、順天堂医院副院長。
- 実弟 北畠安五郎（1875年 - 1933年） 日本エナメル株式会社創業者。河合貞輔の三男、北畠市郎右衛門の養子。東京帝国大学医科大学薬学科卒。[13]
- 妻・操（1878-）‐ 大野銀行代表・大野伝兵衛9代目（佐藤尚中二男・哲次郎）の長女。[14]
- 長男・佐藤健（1901-）‐ 医師。千葉医大卒。岳父に財部彪。[15]
- 長女 貞（1903-）は香淳皇后の学友、加藤成之（男爵）と結婚
- 次女 寛（1905-）は有山登（第2代順天堂大学学長）と結婚。その次女 越は東健彦（第3代順天堂大学学長）と結婚
- 二男・篤（1907-）‐ 海軍軍医。[15]
- 三女・美（1909-）‐ 江川英文の妻。子に江川滉二。[15]
- 三男・譲（1912-）‐ 姉貞の夫・加藤成之の養子（娘婿）となる。千葉医大卒。[15]
- 養子・八千代（1908- ‐ 佐藤進の長男・昇の長女。三宅秀の養女。男爵黒田善治の二男・忠雄とともに達次郎の夫婦養子となる。女子学習院出身。[12]
- 叔母・ふぢ（1858-）‐ 三宅秀の妻。[12]
- 従妹・トヨ（1882-）‐ 伯爵長谷川猪三郎の妻。沼田伊八の二女。[12]